# Metapodaci
Metapodaci (engl. metadata, meta data, metainformation) predstavljaju „podatke o podacima“ u bilo kojem medijumu. To su podaci koji opisuju karakteristike nekog izvora u digitalnom obliku. Korisni su kod pregledanja, prenosa i dokumentovanja nekog sadržaja. U digitalnom smislu to su „strukturirani podaci koji opisuju, objašnjavaju, lociraju ili na neki drugi način omogućavaju lakše upravljanje resursima.“
Oni mogu opisivati jedan podatak, skup podataka ili samo neki deo celine. Shema metapodataka koja se pritom koristi zavisi od tipa podatka koji opisuje i kontekst u kojem se nalazi. Mogu biti implementirani u dokumente koje opisuju, ili mogu biti uz njih kao zaseban dokument. Često razlika između podatka i metapodatka nije definisana. Metapodatak može ujedno biti i podatak, zavisno od ugla gledanja.

## Primena
Metapodaci imaju široku primenu. Najčešće se koriste da bi se ubrzalo i poboljšalo pretraživanje velike količine podataka, i otkrilo što više relevantnih informacija.
Metapodaci pomažu pri otkrivanju i organizaciji resursa, te takođe omogućavaju interoperabilnost korišćenjem definisanih shema i protokola.
Digitalnom identifikacijom resursima se daju jedinstvene oznake na koje se metapodaci referiraju. Neke vrste metapodataka mogu se primeniti pri arhiviranju podataka  kako bi se uštedelo na kapacitetu, a doprinelo automatizaciji rada.

## Tipovi
Tri glavne kategorije metapodataka su:

#### Opisni
Opisuju resurs za potrebe pronalaženja i identifikacije. Može uključivati elemente kao što su naslov, autor, sadržaj, ključne reči...

#### Strukturni
Označavaju kako su složeni objekti (resursi) sastavljeni (npr. kako su određene stranice poređane da čine poglavlje).

#### Administrativni
Sadrže informacije o upotrebi i upravljanju resursa; postoji nekoliko podskupova ovog tipa (za intelektualno pravo, očuvanje itd.)
Tipovi metapodataka zavise od okruženja u kojem se koriste. Mogu se primenjivati u relacionim bazama podataka, skladištima podataka, u sadržaju baza podataka opisujući bilo kakve datoteke (fotografije, video…), pri opisivanju geografskih objekata i dr.

#### Sheme
Sheme metapodataka su strukturirani setovi metapodataka s određenom svrhom, na primer za određivanje tipa nekog dokumenta. Postoje različite sheme metapodataka.
Svaka shema metapodataka ima ograničen broj elemenata, gde svaki taj element ima svoje ime i značenje.
Neke od poznatijih shema:

###### Dublin Core
Definisan set elemenata koji autorima može poslužiti pri opisu vlastitih Web resursa. Osim za Web, često se koristi i za druge izvore. Shema je sažeta i jasna, te sadrži 15 elemenata (naslov, tema, opis, tip, izvor, odnosi, primenjivost, autor, izdavač, saradnik, prava, datum, jezik, format, identifikator). Elementi su neobavezni i njihov redosled nije bitan.

###### METS (Metadata Encoding and Transmission Standard)
Koristi se za potrebe definisanja strukture podataka u digitalnim bibliotekama(da se osigura celovitost podataka koji su digitalizovani u delovima i sl.)
Razvijen je na inicijativu Asocijacije digitalnih biblioteka.

###### TEI (Text Encoding Initiative)
Međunarodni projekat za označavanje većih tekstova u digitalnom obliku, uglavnom na polju društvenih nauka.

###### EAD (Encoded Archival Description)
Shema za označavanje arhivske građe.

###### MARC (Machine Readable Cataloging)
Standardi za prezentaciju građe u mašinski čitljivoj formi.

## Implementacija
Da bi upotreba shema metapodataka u kontekstu mrežnih resursa bila moguća, potrebno ih je obeležiti setom znakova koji omogućavaju prepoznavanje sheme. Tekstualni formati kojima se to može izvesti su XML, SGML, HTML, MIMEi dr.
Metapodaci se tako ugrađuju dokument pomoću „tagova“.
To se može napraviti direktnim upisivanjem simbola ili pomoću programa za editovanje. Primena metapodataka je uprkos kritikama sve prisutnija i dalje se razvija. Razvoj i primena metapodataka predstavljaju veliki napredak u pronalaženju i korišćenju informacija, pogotovo u današnje vreme kada internet polako postaje glavni izvor informacija.